# Алфред Ричер
Алфред Ричер (на немски: Alfred Ritscher) е германски офицер от военновъздушните и военноморските сили, полярен изследовател.

## Биография

### Ранни години (1879 – 1912)
Роден е на 23 май 1879 година в Бад Лаутерберг, Долна Саксония, Германия, в семейството на лекар. През 1897 година постъпва като юнга във военноморския флот. В продължение на пет години работи на бременския кораб „Емилия“. Едва след успешното завършване на Бременското плавателно училище през 1903 година получава сертификат за кормчия, а през 1907 година става капитан. Следващите четири години служи в Хамбургската корабоплавателна компания.

### Експедиция в Шпицберген (1912)
През 1912 година Имперската морска администрация на Германия, в която Ричер работи, го кани да участва в научна експедиция към Северния полюс под ръководството на полярния изследовател Херберт Шрьодер-Щранц. Експедицията трябва да започне през лятото на 1912 година, като целта е да се заобиколи Шпицберген от североизточната страна, да се тестват възможностите на хората, материалите и инструментите при условия на престой в полярен лед.
Ричер приема предложението на Шрьодер-Щранц да стане капитан на експедиционния кораб „Дюк Ърнст“, а също и да оглави аеронавигационното отделение на експедицията, тъй като е получил сертификат за пилот.
Още от самото началото експедицията претърпява неуспехи. Планираната обиколка от североизточната страна на Шпицберген е невъзможна. Корабът е принуден да се движи в посока север по западното крайбрежие към т.нар. Североизточна земя, която е част от архипелага. Въпреки внезапното влошаване на атмосферните условия, което води до почти незабавно заледяване, капитан Ричер успява да избегне ледения капан, като успява да докара кораба до залива, където е изкаран на брега.
Експедицията е планирана само за летния период и следователно няма достатъчно хранителни запаси. Страхувайки се липсата на провизии Ричер, заедно с куче, при -30 °C тръгва за най-близкото селище. За едномесечното си пътешествие успява да преодолее 210 км по леда на Шпицберген. По пътя пада през леда, но успява да излезе от водата. След като достига селището информира по радиовръзка с Германия за хода на експедицията и моли да се изпрати помощ на другарите му, които са останали до кораба.
По време на експедицията повечето от нейните членове и самият Херберт Шрьодер-Щранц умират.

### Участие в Първата световна война и кариера след това (1913 – 1938)
След експедицията Ричер се завръща на работа в Имперската морска администрация. По време на Първата световна война служи като резервен офицер по въпросите свързани с военноморската авиация и подпомага германския флот по време на морските операции около Фландрия. След войната работи като самостоятелен бизнесмен, а от 1925 година – като специалист по аеронавигационното обслужване на германската компания Луфтханза.
През 1933 година се връща на служба в морската администрация, като на следващата година се развежда със съпругата си, която е еврейка, за да не навреди на кариерата си. През 1934 година е на работа във висшето командване на Военноморските сили на Германия.

### Германска антарктическа експедиция (1938 – 1939)
През 1938 – 1939 година на кораба „Швабенланд“ (8000 т) Ричер ръководи експедиция към Антарктика, чиято цел е създаване на военноморска база на брега на Антарктида. В тази експедиция се използват два самолета, с помощта на които е заснета от въздуха площ с около 600 хил. км2 и са направени 11 хил. аерофотоснимки, посредством които впоследствие е картирана заснетата територия. За 17 дни са извършени седем полета за аерофотозаснемане и шест специални полета за детайлно изследване на някои от най-забележителните места, като на изследваната територия на всеки 15 – 20 мили се хвърлят специални марки, които изпълняват ролята на заявка за владение на тези земи.
През януари и февруари 1939 година изследва приморската полоса на Антарктида между 11º 30' з.д. и 20º и.д. с ширина между 400 – 500 км. На 150 – 200 км от крайбрежието експедицията открива планините Дригалски (72°10′ ю. ш. 5°00′ и. д. / 72.166667° ю. ш. 5° и. д.), Пайер (72°00′ ю. ш. 15°00′ и. д. / 72° ю. ш. 15° и. д.), Хумболт, Мюлиг-Хофман (2º – 6º и.д.) и Свердрупфьолла (0º – 2º и.д.) и масива Волтат (71°30′ ю. ш. 12°00′ и. д. / 71.5° ю. ш. 12° и. д.) в най-източната част. На запад открива големия ледник Ютулстраумен и платото Ричер (5º з.д.). Южно от планините, между 0º и 20º и.д., открива платото Вегенерисен (до 3500 м), а между планините и крайбрежието – ниска хълмиста местност, свободна от лед и сняг, с множество езера – оазиса Ширмахер (70°45′ ю. ш. 11°40′ и. д. / 70.75° ю. ш. 11.666667° и. д.).

### Следващи години (1939 – 1963)
Ричер подготвя и втора антарктическа експедиция, която е осуетена от избухването на Втората световна война. След войната и до смъртта си на 30 март 1963 година е председател на Асоциация за насърчаване на полярни изследвания, преименувана през 1959 година на Германско дружество за полярни изследвания.

## Памет
Неговото име носят:
- връх Ричер (71°24′ ю. ш. 13°22′ и. д. / 71.4° ю. ш. 13.366667° и. д.), в Антарктида, Бряг принцеса Астрид;
- плато Ричер (73°00′ ю. ш. 9°00′ з. д. / 73° ю. ш. 9° з. д.), в Антарктида, Бряг принцеса Марта.